# Heike Hartwig

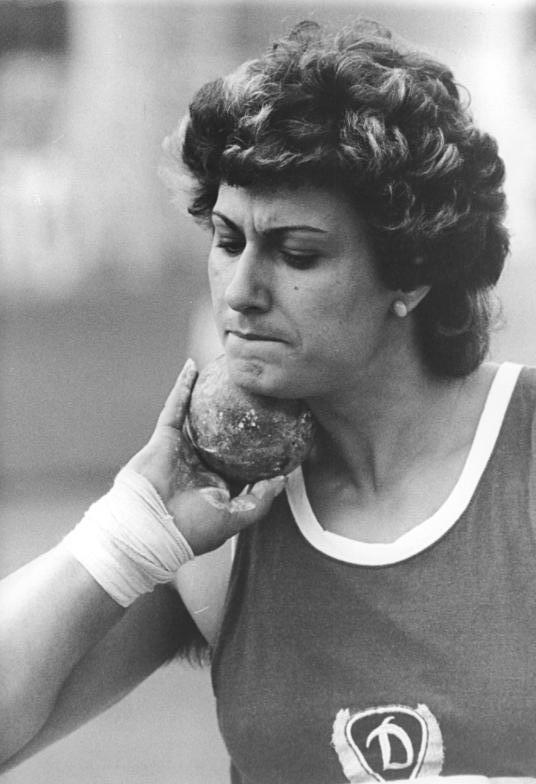
Heike Hartwig wird 1987 DDR-Meisterin

Heike Hartwig (geb. Dittrich; * 30. Dezember 1962 in Bernburg (Saale)) ist eine ehemalige Leichtathletin aus der Deutschen Demokratischen Republik. Die Kugelstoßerin vom SC Dynamo Berlin war seit 1981 bei DDR-Meisterschaften vertreten von 1984 bis 1990 vertrat sie die DDR bei internationalen Meisterschaften. Nach der Wende blieb sie noch bis 1993 beim OSC Berlin aktiv.

## Karriere
Ihre ersten internationalen Meisterschaften waren die Leichtathletik-Halleneuropameisterschaften 1984 in Göteborg, wo sie unter ihrem Geburtsnamen mit 19,50 m den sechsten Platz belegte. 1985 gewann sie, jetzt als Heike Hartwig startend, in der Halle ihren ersten DDR-Meistertitel. Bei den Halleneuropameisterschaften in Piräus stieß sie die Kugel auf 19,93 m und erhielt dafür Bronze. Im Freien wurde sie Vizemeisterin der DDR hinter Ines Müller. 
In der Hallensaison 1986 belegte sie bei den DDR-Meisterschaften ebenfalls den zweiten Platz, diesmal hinter Heidi Krieger, im Freien lag erneut Ines Müller vor ihr. Bei den Leichtathletik-Europameisterschaften in Stuttgart gewann Krieger den Titel vor Müller, Heike Hartwig belegte den fünften Platz mit 20,14 m. 1987 gewann sie die DDR-Meistertitel in der Halle und im Freien. 
Bei den Halleneuropameisterschaften 1987 in Liévin erhielt sie mit 20,00 m Bronze, zwei Zentimeter hinter Heidi Krieger auf Platz zwei. Bei den Leichtathletik-Weltmeisterschaften in Rom gelang Heike Hartwig ein Stoß auf 20,63 m, mit dem sie gleichwohl nur den sechsten Platz belegte, 13 Zentimeter hinter Ines Müller auf Rang drei.
Am 16. Mai 1988 gelang Heike Hartwig in Athen mit 21,31 m der weiteste Stoß ihrer Karriere, eine Woche später stieß sie in Chania 21,27 m. Bei den DDR-Meisterschaften im Freien 1988 belegte Heike Hartwig den dritten Platz hinter Kathrin Neimke und Ines Müller, damit waren diese drei Kugelstoßerinnen für die Olympischen Spiele qualifiziert. Bei den Olympischen Spielen in Seoul gewann Neimke mit 21,07 m Silber, Heike Hartwig wurde Sechste mit 20,20 m. 
1989 siegte Heike Hartwig wie 1987 bei den DDR-Meisterschaften in der Halle und im Freien. Bei den Halleneuropameisterschaften in Den Haag Mitte Februar belegte sie mit 20,03 m den zweiten Platz hinter Stephanie Storp aus Wolfsburg. 14 Tage später fanden die Leichtathletik-Hallenweltmeisterschaften in Budapest statt. Storp mit 19,63 m und Hartwig mit 19,44 m belegten die Plätze vier und fünf, auf den ersten drei Plätzen rangierten mit Claudia Losch, Huang Zhihong und Christa Wiese drei Stoßerinnen, die in Den Haag nicht dabei gewesen waren. 1990 gewann Heike Hartwig im Freien den Titel bei den letzten DDR-Meisterschaften. Bei den Europameisterschaften in Split belegte sie mit 18,90 m den sechsten Platz und war damit nur die fünftbeste Deutsche. Europameisterin wurde eine junge Kugelstoßerin, die bei den DDR-Meisterschaften nicht angetreten war: Astrid Kumbernuss. 
Heike Hartwig hatte bei einer Größe von 1,81 m ein Wettkampfgewicht von 95 kg.